# Дютрон, Жак
Жак Дютрон (фр. Jacques Dutronc; 28 апреля 1943, Париж, Франция) — французский рок-музыкант и киноактёр, популярный в 1960-х—1970-х годах. Исполнял песни на стыке французского попа, гаражного рока и психоделического рока. Лауреат премии «Сезар» (1992) за роль Винсента Ван Гога в одноимённом биографическом фильме (режиссер Морис Пиала).
Согласно All Music Guide, Дютрон является «одним из самых популярных исполнителей во франкоговорящем мире», хотя он «остается малоизвестным в англоговорящих странах». В 1991 году его сингл «Il est cinq heures, Paris s'éveille» (1968) был признан лучшим франкоязычным синглом всех времен по опросу музыкальных критиков.
Начав сольную карьеру в 1966 году, длительное время (до 1975 года) сотрудничал с поэтом Жаком Ланцманом. С 1973 года начал актёрскую карьеру. Также писал песни для других исполнителей. Песни Дютрона в разное время исполняли Ванесса Паради, Mungo Jerry, Сильви Вартан, Серж Генсбур и другими.
Был женат на певице Франсуазе Арди. Сын Тома — гитарист.

## Ранние годы
Жак Дютрон родился 28 апреля 1943 года в 9-м округе Парижа в семье работника государственной угольной компании.
Изучал графический дизайн.

## Карьера

### 1960-е
В 1960 году Дютрон сформировал группу, куда входил он сам (гитарист), его школьный друг Хади Калафат (бас), Шарлот Бенарош (барабанщик, позже заменен Андре Крудо), Даниэль Дрей (вокал). В 1961 году они прослушивались у Жака Вольфсона, работавшего на лейбле Disques Vogue. Он подписал договор с группой и дал им название El Toro et les Cyclones. Группа выпустила два сингла: «L’Oncle John» и «Le Vagabond», однако вскоре распалась из-за того, что Дютрона призвали в армию.
После демобилизации в 1963 году Дютрон стал ассистентом Ж. Вольфсона и продолжил музыкальную карьеру, работая сессионным музыкантом и сочиняя песни для певиц Зузу, Клео и Франсуазы Арди. В 1966 году по предложению Вольфсона Дютрон сам записал несколько своих песен на стихи журналиста Жана Ланцмана. Сингл «Et moi, et moi, et moi» занял 2 место во французских чартах в сентябре 1966 года. Второй сингл, «Les play boys», шесть недель держался на 1-й строчке, было продано 600 000 копий.
Дебютный альбом «Жак Дютрон», выпущенный в 1966 году, был продан тиражом более чем в 1 миллион копий, за что Дютрон был удостоен премии Академии Шарля Кро.
Дютрон был одним из самых коммерчески успешных французских музыкальных звезд конца 1960-х — начала 1970-х. В течение этого периода он выпустил 7 альбомов и более 20 синглов, в том числе ещё два, достигших верхней строчки французских чартов — «J’aime le Filles» (1967) и «Il est cinq heures, Paris s'éveille» (1968).
Дютрон, наряду с Мишелем Польнарефф, был одним из первых французских рок-музыкантов, стремившихся создать оригинальный стиль в противовес британскому и американскому влиянию. Музыкальный критик Марк Деминг отмечал: «Ранние хиты Дютрона представляли собой грубые, но оригинальные упражнения в европейском гаражном роке. Как и те, на кого он ориентировался — Боб Дилан, Рэй Дэвис — Дютрон был способен писать мелодии, достаточно сильные, чтобы работать даже без превосходных текстов [Ланцмана] … и идти в ногу с музыкальным временем, поскольку в конце этого десятилетия пришли психоделика и хард-рок».

### 1970-е
Большинство песен Дютрона до 1975 года (когда вышел очередной альбом, созданный при участии Сержа Генсбура) были написаны совместно с поэтом Жаком Ланцманом (только две песни принадлежали исключительно Дютрону). Над некоторыми песнями также работала жена Ланцмана Анн Сегален. В 1971 году Дютрон записал заглавную композицию для телесериала «Арсен Люпен», а в 1973 году начал актёрскую карьеру, снявшись в фильме «Антуан и Себастьян» режиссёра Жана-Мари Перье. Второй фильм Дютрона, «Главное — любить» режиссёра Анджея Жулавского был главным кассовым хитом во Франции.
В последующие годы Дютрон уделял много времени актерской карьере, появляясь в фильмах Жана-Люка Годара, Клода Лелуша и Мориса Пиала. В 1977 году он был номинирован на премию Сезар как лучший актёр второго плана за роль в фильме «Мадо» Клода Соте. Стивен Спилберг объявил Дютрона лучшим французским актером своего поколения и хотел снять его в специально написанной для Дютрона роли Рене Беллока в своем фильме «Индиана Джонс: В поисках утраченного ковчега», однако Дютрона не утвердили, поскольку он недостаточно хорошо владел английским языком.

### 1980-е
В 1980 году Дютрон начал работу над новым альбомом, снова под руководством Вольфсона, бывшего в то время руководителем лейбла Gaumont Musique. Вольфсон предложил Дютрону создать альбом совместно с Жаком Ланцманом и Сержем Генсбуром, однако из-за концепции соревнования между поэтами (по замыслу Вольфсона, Ланцман и Генсбур должны были каждый написать стихи для инструментальной композиции Дютрона) Ланцман вышел из проекта, и в результате в альбоме «Guerre et pets» вышло только две песни авторства Ланцмана, остальные тексты были написаны Генсбуром. Альбом не имел большого успеха. Выпущенный в соавторстве с Сегален альбом «C’est pas du bronze» (1982) был также встречен прохладно.
Продолжалась актерская карьера Дютрона — он появился в таких фильмах, как «Мальвиль» и «Мошенники» Барбета Шрёдера. В 1987 году Дютрон выпустил ещё один альбом под названием «C.Q.F.Dutronc», где большинство песен написал самостоятельно. 
В 1989 году Дютрон снялся в фильме Анджея Жулавского «Мои ночи прекраснее ваших дней», сыграв тяжелобольного программиста Люку. Роль его экранной партнёрши исполнила Софи Марсо.

### 1990-е
В 1992 году Дютрон был награждён премией «Сезар» за лучшую главную мужскую роль в биографическом фильме Мориса Пиалы «Ван Гог». Критик Кристофер Нулл отметил, что Дютрону «удалось воплотить маниакальную депрессию последних лет Ван Гога … Дютрон притягивает к экрану». В 1990-х годах Дютрон появился в двух фильмах Патрика Гранперре. В 1999 году был номинирован на «Сезар» за лучшую мужскую роль второго плана в картине «Вандомская площадь» режиссёра Николь Гарсии.
В ноябре 1992 года Дютрон выступил на трех концертах в концертном зале Casino de Paris, которые позже были выпущены в качестве очередного альбома, на этот раз разошедшегося тиражом более 760 000 экземпляров. Примерно в это же время Дютрон начал работу над новым студийным альбомом, «Breves Rencontres», но работа шла медленно, и он был выпущен только в 1995 году.

### 2000-е—2010-е

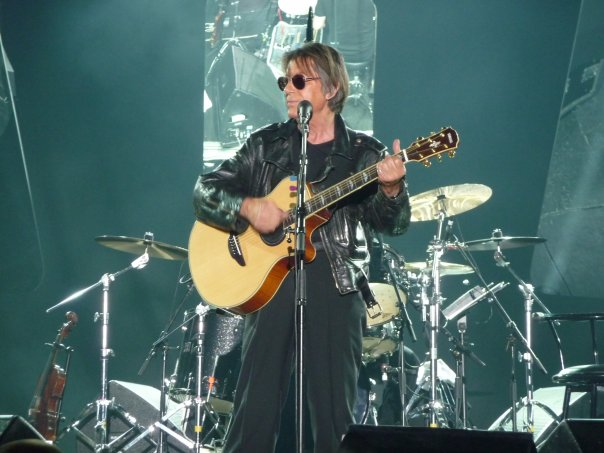
Жак Дютрон на концерте, 2010 год

В 2001 году Дютрон получил приз лучшему актёру на международном кинофестивале в Марракеше и был номинирован на премию «Сезар» за лучшую мужскую роль в фильме «Се ля ви» Жан-Пьера Амери. В 2003 году Дютрон воссоединился с Жаком Ланцманом для записи альбома «Madame l’existence», который музыкальный критик Кристоф Конте оценил как его лучший альбом за «последние двадцать лет».
В 2005 году Дютрон был удостоен Почётного «Сезара».
В 2010 году Дютрон гастролировал в первый раз за 17 лет и выпустил записи с турне в качестве концертного альбома и DVD «Et vous, et vous, et vous». В 2014 году дал серию концертов с певцами своего поколения — Джонни Холлидеем и Эдди Митчеллом.

## Документальные фильмы
- 2013 — Неразлучные Арди и Дютрон / Hardy — Dutronc, les inséparables (реж. Гийом Флёре / Guillaume Fleuret, Жан-Батист Арно / Jean-Baptiste Arnaud)